# بارتولومه کالدنتی
بارتولومه کالدنتی (اسپانیایی: Bartolome Caldentey‎؛ زادهٔ ۲۵ آوریل ۱۹۵۱) دوچرخه‌سوار اهل اسپانیا است.
وی در مسابقات کشوری و بین‌المللی در مجموع برندهٔ ۲ مدال نقره شده‌است.